# 神経哲学
神経哲学（しんけいてつがく、neurophilosophy）は神経科学と哲学の学際的な分野である。この分野は大きく分けて2つの方向性をもつ。ひとつは心の哲学の分野で議論されているような哲学的諸問題（自由意志や心身問題など）を、神経科学の世界で得られた実証的な知識を下敷きにしてより具体的に理解していこうとする方向性。そしてもうひとつは、神経科学の世界で得られている様々な知見に対して、科学哲学の知識を参照しながら、その意味づけより深く掘り下げていく、という方向性の2つである。

## 神経哲学家
- ダニエル・デネット
- デヴィッド・チャーマーズ
- パトリシア・チャーチランド
- ヴァレリー・ハードキャッスル
- ウィリアム・ベクテル

## 参考書籍
- Churchland, Patricia Smith (2002). Brain-Wise : Studies in Neurophilosophy. The MIT Press. ISBN 978-0-262-53200-6

- Churchland, Patricia Smith (1989). Neurophilosophy : Toward a Unified Science of the Mind-Brain. The MIT Press. ISBN 978-0-262-53085-9

- Northoff, Georg (2004). Philosophy of the Brain: The brain problem. John Benjamins. ISBN 978-0-262-23214-2

- Walter, Henrik (2001). Neurophilosophy of Free Will: From Libertarian Illusions to a Concept of Natural Autonomy. The MIT Press. ISBN 1-58811-417-1